# Rollin’ and Tumblin’
Rollin’ and Tumblin’ (ursprünglich Roll and Tumble Blues) ist ein Bluessong, der von Hambone Willie Newbern geschrieben und von diesem erstmals 1929 aufgenommen wurde. Er wurde durch zahlreiche Coverversionen, etwa von Muddy Waters, innerhalb, aber auch außerhalb des Bluesgenres zu einem Klassiker und Standard. Während der British Invasion, bzw. der britischen Bluesrock-Explosion der 1960er-Jahre wurde er von vielen rockorientierten Bands wie etwa Cream oder Canned Heat live und im Studio gespielt.

## Ursprünge
Die Originalfassung des Stückes wurde 1929 von Hambone Willie Newbern als Roll and Tumble Blues aufgenommen. Die Aufnahme fand am 14. März 1929 bei Okeh Records statt. Der Song scheint seinen Ursprung bei Minglewood Blues von Gus Cannon zu finden.
Newberns Originalfassung ist ein Bluessong in A-Dur mit einem Standardreimschema. Der Text handelt von einer zerbrochenen Liebschaft. Der Song ist einer von nur sechs überlieferten Songs von Newbern, die allesamt in dieser einen Session im März 1929 aufgenommen wurden. Roll and Tumble Blues wurde so gut angenommen, dass er schon damals von vielen Delta-Blues-Musikern in ihr Repertoire übernommen wurde.

## Resonanz in der Bluesmusik
Der Song wurde nicht nur von vielen Bluesmusikern gecovert, sondern auch bearbeitet, sodass viele Musiker dieser Zeit ihre eigene Version des Liedes präsentierten. Eine der berühmtesten Versionen von Rollin’ and Tumblin’ ist If I Had Possession over Judgement Day von Robert Johnson, welches offenkundig von Rollin’ and Tumblin’ inspiriert und beeinflusst wurde. Sleepy John Estes adaptierte Newberns Song mit Brownsville Blues und The Girl I Love, She Got Long Curly Hair gleich zweimal. Auch Sunnyland Slim (Goin’ Back to Memphis), Charley Patton (Banty Blues), John Lee Hooker (Rollin’ Blues), Willie Dixon (Down in the Bottom, aufgenommen von Howlin’ Wolf) und Johnny Shines (Red Sun) wurden von dem Stück zu eigenen Songs angeregt.
Der eigentliche Song Rollin’ and Tumblin’ wurde in den 1950er-Jahren vor allem durch gleich zwei Versionen von Muddy Waters populär, der das Stück innerhalb von nur einem Monat für zwei Labels (Aristocrat und Parkway) mit unterschiedlichen Begleitmusikern aufnahm. Die Parkway-Fassung enthält u. a. Little Walter und Leroy Foster. Letzterem wurde 2020 mit dem Song ein Eintrag in der Blues Hall of Fame gewidmet.

## Rollin’ and Tumblin’als Standardstück im Bluesrock
In den frühen 1960er-Jahren mischten zuerst britische Bands wie Cream und Canned Heat Blues intensiv mit dem neuen Rock ’n’ Roll. Eines der größten Idole dieser Bands war Muddy Waters, die Ikone des Chicago Blues. Den Bands waren Waters’ Fassungen von Rollin’ and Tumblin’ bekannt, und aufgrund seines schnellen Rhythmus eignete sich das Lied gut für eine Mischung mit Rockmusik. Wiederum inspiriert von den Fassungen von Cream und Canned Heat nahmen rockorientierte Bands wie etwa Grateful Dead das Stück ebenfalls auf.
2004 nahm Eric Clapton, der bereits bei der Cream-Version mitgewirkt hatte und den Song auf dem Album Unplugged wieder spielte, drei Versionen der Johnson-Abwandlung If I Had Possesion Over Judgement Day für das Album Me and Mr. Johnson und die DVD Sessions for Robert J auf, die sich weltweit über zwei Millionen Mal verkauften. Während der Cream-Reunion-Konzerte 2005 wurde die Originalversion aufgeführt.
2006 wurde das Stück Gegenstand einer Kontroverse, als Bob Dylan es für sein Album Modern Times aufnahm und die Autorenschaft des Liedes für sich beanspruchte. Weil er unter anderem auch bei anderen Songs des Albums Textstellen aus Songtexten oder eben auch Gedichten anderer Autoren in seine Liedtexte einfließen ließ, ohne die ursprüngliche Quelle zu nennen, wurde Dylan des Plagiats beschuldigt. Tatsächlich ähnelt Dylans Arrangement von Rollin’ and Tumblin’ sehr den Fassungen von Muddy Waters, allerdings führt Dylan einen komplett neuen Text ein. In der Tat kann man Dylans Fassung zu den oben genannten Songs zählen, die von Rollin’ and Tumblin’ beeinflusst wurden, aber nicht zwingend ein direktes Cover darstellen. Der Unterschied zu etwa Red Sun von Johnny Shines liegt zum größten Teil darin, dass Dylan den Originaltitel beibehielt.